# Список учнів Рембрандта
В амстердамській майстерні Рембрандта, визначного голландського художника Золотого століття, працювало багато молодших учнів та помічників. Серед його численних учнів були:
| Ім'я українською        | Ім'я англійською               | Роки навчання | Роки життя | AH                                                   | RKD                                       |
| ----------------------- | ------------------------------ | ------------- | ---------- | ---------------------------------------------------- | ----------------------------------------- |
| Лендерт ван Бейєрен     | Leendert van Beijeren          | 1636-1642     | 1619-1649  |                                                      | (RKD)[недоступне посилання з липня 2019]  |
| Фердинанд Боль          | Ferdinand Bol                  | 1636-1643     | 1616-1680  | (AH)                                                 | (RKD)[недоступне посилання з травня 2019] |
| Антон ван Борссом       | Anthonie van Borssom           |               | 1631-1677  |                                                      | (RKD)[недоступне посилання з липня 2019]  |
| Корнеліс Браувер        | Cornelis Brouwer               | бл. 1634      | †1681      | (AH)                                                 | (RKD)[недоступне посилання з травня 2019] |
| Абрам ван Дейк          | Abraham van Dijck              | 1650-1651     | 1635-1680  |                                                      | (RKD)[недоступне посилання з липня 2019]  |
| Ламберт Доомер          | Lambert Doomer                 | 1640-1642     | 1624-1700  |                                                      | (RKD)[недоступне посилання з червня 2019] |
| Якоб ван Дорст          | Jacob van Dorsten              | 1640-1645     | 1627-1674  |                                                      | (RKD)[недоступне посилання з липня 2019]  |
| Герард Доу              | Gerrit Dou                     | 1628-1632     | 1613-1675  | (AH)                                                 | (RKD)[недоступне посилання з травня 2019] |
| Віллем Дрост            | Willem Drost                   | 1650-1654     | 1633-1659  | (AH)                                                 | (RKD)[недоступне посилання з травня 2019] |
| Гейман Дюлларт          | Heiman Dullaart (Dullaert)     | 1652-1656     | 1636-1684  | (AH)                                                 | (RKD)[недоступне посилання з липня 2019]  |
| Ґербранд ван ден Екгоут | Gerbrand van den Eeckhout      | 1635-1641     | 1621-1674  | (AH)                                                 | (RKD)[недоступне посилання з липня 2019]  |
| Карел Фабріціус         | Carel Fabritius                | 1640-1644     | 1622-1654  | (AH) [Архівовано 19 вересня 2011 у Wayback Machine.] | (RKD)[недоступне посилання з травня 2019] |
| Говерт Флінк            | Govert Flinck                  | 1633-1637     | 1615-1660  | (AH)                                                 | (RKD)[недоступне посилання з липня 2019]  |
| Абрам Фернеріус         | Abraham Furnerius              | 1640-1646     | 1628-1654  |                                                      | (RKD)[недоступне посилання з липня 2019]  |
| Арт де Ґелдер           | Aert de Gelder                 | 1661-1668     | 1645-1727  | (AH)                                                 | (RKD)[недоступне посилання з липня 2019]  |
| Рейнер ван Гервен       | Reynier van Gherwen            | 1640-1646     | 1620-1662  |                                                      | (RKD)[недоступне посилання з липня 2019]  |
| Ян ван Ґлаббек          | Jan van Glabbeeck              |               | 1630-1687  |                                                      | (RKD)[недоступне посилання з липня 2019]  |
| Самюел ван Гоґстратен   | Samuel Dirksz. van Hoogstraten | 1640-1646     | 1627-1678  | (AH) [Архівовано 20 липня 2020 у Wayback Machine.]   | (RKD)[недоступне посилання з травня 2019] |
| Ґерріт Віллемс Горст    | Gerrit Willemsz. Horst         | 1635-1640     | 1612-1652  | (AH)[недоступне посилання з травня 2019]             | (RKD)[недоступне посилання з липня 2019]  |
| Генріх Янсен            | Hinrich Jansen                 |               | 1625-1667  |                                                      | (RKD)[недоступне посилання з липня 2019]  |
| Ісаак де Йодервіль      | Isaac de Jouderville           | 1629-1632     | 1612-1646  |                                                      | (RKD)[недоступне посилання з червня 2019] |
| Ебергард Кейль          | Bernhard Keil                  | 1641-1644     | 1624-1687  | (AH)[недоступне посилання з травня 2019]             | (RKD)[недоступне посилання з липня 2019]  |
| Годфрі Неллер           | Godfrey Kneller                | 1668-1669     | 1646-1723  | (AH)                                                 | (RKD)[недоступне посилання з липня 2019]  |
| Філіпс Конінк           | Philip de Koninck              |               | 1619-1688  | (AH)                                                 | (RKD)[недоступне посилання з червня 2019] |
| Якоб Левек              | Jacob Levecq                   | 1652-1656     | 1634-1675  | (AH)                                                 | (RKD)[недоступне посилання з червня 2019] |
| Ніколас Мас             | Nicolaes Maes                  | 1647-1651     | 1634-1693  | (AH)                                                 | (RKD)[недоступне посилання з травня 2019] |
| Йоганн Мейр             | Johann Ulrich Mayr             | 1642-1649     | 1629-1704  |                                                      | (RKD)[недоступне посилання з травня 2019] |
| Юрґен Овенс             | Jürgen Ovens                   |               | 1623-1678  | (AH)                                                 | (RKD)[недоступне посилання з липня 2019]  |
| Крістофер Паудісс       | Christopher Paudiß             | 1642-1644     | 1630-1666  | (AH)                                                 | (RKD)[недоступне посилання з липня 2019]  |
| Карел ван дер Плюйм     | Karel van der Pluym            | 1643-1646     | 1625-1672  |                                                      | (RKD)[недоступне посилання з червня 2019] |
| Віллем де Поортер       | Willem de Poorter              | 1631-1632     | 1608-1649  | (AH)                                                 | (RKD)[недоступне посилання з липня 2019]  |
| Йоганн де Йонг Равен    | Johannes Raven (II)            | 1650-1651     | 1633-1662  |                                                      | (RKD)[недоступне посилання з липня 2019]  |
| Костянтин Ренесс        | Constantijn à Renesse          | 1649-1653     | 1626-1680  |                                                      | (RKD)[недоступне посилання з липня 2019]  |
| Тітус ван Рейн          | Titus van Rijn                 | 1654-1657     | 1641-1668  | (AH) [Архівовано 27 травня 2012 у Archive.is]        | (RKD)[недоступне посилання з липня 2019]  |
| Жак де Руссо            | Jacques des Rousseaux          |               | 1600-1638  |                                                      | (RKD)[недоступне посилання з червня 2019] |
| Адріен Вердоел          | Adriaen Verdoel (I)            |               | 1620-1675  | (AH) [Архівовано 10 червня 2020 у Wayback Machine.]  | (RKD)[недоступне посилання з липня 2019]  |
| Ян Вікторс              | Jan Victors                    | 1636-1640     | 1619-1676  |                                                      | (RKD)                                     |
| Ян ван Влет             | Jan Gillisz. Van Vliet         |               | 1605-1668  |                                                      | (RKD)[недоступне посилання з липня 2019]  |
| Франц Вульфгаґен        | Franz Wulfhagen                |               | 1624-1670  | (AH)                                                 | (RKD)[недоступне посилання з червня 2019] |